# Юкикадзэ (эсминец, 1940)
Юкикадзэ (яп. 雪風 Юкикадзэ, Вьюга/Метель/Буран) — японский эсминец типа «Кагэро». Один из самых прославленных эсминцев японского флота и единственный эсминец этого типа, переживший войну. Ему принадлежит рекорд среди эсминцев японского флота по пройденному расстоянию — более 100 000 миль, к тому же «Юкикадзе» почти всю войну оставался неповрежденным. В военно-исторической литературе распространено название Юкикадзе.

## Строительство
Заложен 2 августа 1938 года на Верфи Sasebo KK. Спущен 24 марта 1939 года, вошёл в строй 20 января 1940 года.

## Служба
Участвовал во вторжении на Филиппины, в захвате островов Целебес, Амбон и Тимор. Сражался в Яванском море, участвовал в потоплении голландских крейсеров «Java» и «De Ruyter».
3 марта 1942 года потопил американскую подводную лодку «Perch». Участвовал в операциях у Новой Гвинеи, против острова Мидуэй и боях за Гуадалканал. Добил поврежденный линейный крейсер «Хиэй». Участвовал в эвакуации Гуадалканала и в сражениях у Соломоновых о-вов.
12 июля 1943 года участвовал в сражении в заливе Кула. Сопровождал конвои в Сингапур.
Участвовал в боях за Трук, Гуам, Сайпан, в сражении у острова Самар.
Эскортировал авианосец «Синано» в его единственном походе.
Участвовал в последнем походе линкора «Ямато».
30 июля 1945 года поврежден на минах в районе Miyatsu, ремонтировался в Майдзуру.
После войны использовался в службе репатриации. 6 июля 1947 года передан Китаю под названием «Tan Yang». Прослужил до 1956 года. В мае 1970 года повреждён тайфуном и пошёл на слом. В 1971 году китайцы передали Морскому музею в Этадзиме винт и руль с эсминца.